# Glivopori
Glivopori (znanstveno ime Fomitiporia) so rod gliv iz družine usnjark (Hymenochaetaceae).

## Seznam glivoporov Slovenije[2]
- ploščati glivopor (Fomitiporia punctata)
- hrastov glivopor (Fomitiporia robusta)